# Острова Южной Атлантики (департамент)
Острова Южной Атлантики (исп. Departamento Islas del Atlántico Sur) — департамент аргентинской провинции Огненная Земля, Антарктида и острова Южной Атлантики, образован 8 апреля 1970 года. Фактически, территория департамента Аргентиной не контролируется.
В состав департамента Аргентина включает следующие группы островов, расположенные к востоку и юго-востоку от Огненной Земли и провинции Санта-Крус:
- Мальвинские (Фолклендские) острова,
- Скалы Шаг,
- Южная Георгия,
- Южные Сандвичевы острова,
- Южные Оркнейские острова.

Все территории департамента, кроме Южных Оркнейских островов контролируются Великобританией как зависимые территории Фолклендские острова и Южная Георгия и Южные Сандвичевы Острова. Южные Оркнейские острова находятся южнее 60° южной широты и подпадают под Договор об Антарктике, то есть все претензии на них заморожены (Великобритания, тем не менее, также претендует на этот архипелаг как на часть Британской Антарктической Территории).
Сегодня Аргентина присутствует лишь на Южных Оркнейских островах, где ещё с 1904 года расположена станция Оркадас.
На Фолклендах проживает 3,1 тыс. человек, на Южной Георгии — около 20, остальные острова постоянного населения не имеют. Однако, жители не имеют аргентинского гражданства.
На островах холодный влажный климат. Фолкленды частично заболочены, что позволяет почве вбирать лишние осадки. На островах отмечены постоянные сильные ветра. Южные Оркнейские острова, Южная Георгия и Южные Сандвичевы острова более холодные, из-за близости континентальных масс. На Фолклендских островах встречаются деревья, характерные для Магеллановых лесов.